# Cavalera Conspiracy
Kavalera Konspirasi (engl. Cavalera Conspiracy) je hevi metal supergrupa koju su osnovali braća Maks i Igor Kavalera.

## O bendu
Bend su 2007. osnovali braća Kavalera, uz Marka Rica iz Soulflaja i Džoa Duplantiera iz Gođire. Isprva se bend zvao Inflikted, no budući da se tako već zvao jedan bend, morali su promeniti ime. Svoj prvi studijski album nazvan Inflikted objavili su 24. marta 2008. Njegov koproducent je Logan Mader, a gostuju bivši basista Pantere, Reks Braun, i Maksov pastorak Riči Kavalera. Na turneji u sklopu promocije albuma, Džoa Duplantiera, koji je bio zauzet snimanjem novog albuma sa Gođirom, zamenio je Džoni Čou iz benda Fajrbol Ministri. U januaru 2010. bend je najavio snimanje novog albuma, koje bi trebalo započeti u aprilu. 29. marta 2011. izdali su drugi album "Blunt Force Trauma"

## Članovi
- Maks Kavalera - vokal, ritam gitara
- Igor Kavalera - bubnjevi, udaraljke
- Mark Rico - gitara
- Džo Duplantier - bas gitara (studijski)
- Džoni Čou - bas gitara (uživo)

## Diskografija
Studijski albumi
- (2008)
- (2011)
- (2014)
- (2017)

## Galerija
- Pevač i gitarista Maks
- Bubnjar Igor
- Nastup grupe 2015. godine

## Spoljašnje veze
- Zvanična prezentacija benda